# Наплавка
Наплавка — это нанесение слоя металла или сплава на поверхность изделия посредством сварки плавлением.

## Назначение
Восстановительная наплавка применяется для получения первоначальных размеров изношенных или поврежденных деталей. В этом случае наплавленный металл близок по составу и механическим свойствам основному металлу.
Наплавка функциональных покрытий служит для получения на поверхности изделий слоя с необходимыми свойствами. Основной металл обеспечивает необходимую конструкционную прочность. Слой наплавленного металла придаёт особые заданные свойства: износостойкость, жаростойкость, жаропрочность, коррозионную стойкость и т. д.
Важнейшие требования, предъявляемые к наплавке, заключаются в следующем:
- минимальное проплавление основного металла;
- минимальное перемешивание наплавленного слоя с основным металлом;
- минимальное значение остаточных напряжений и деформаций металла в зоне наплавки;
- занижение до приемлемых значений припусков на последующую обработку деталей.

## Способы наплавки
- Ручная дуговая наплавка покрытыми электродами
- Дуговая наплавка под флюсом проволоками и лентами
- Дуговая наплавка в защитных газах вольфрамовыми (неплавящимися) и проволочными металлическими (плавящимися) электродами
- Дуговая наплавка самозащитными порошковыми проволоками
- Электрошлаковая наплавка
- Плазменная наплавка
- Лазерная наплавка
- Электронно-лучевая наплавка
- Индукционная наплавка
- Газопламенная наплавка

## Применение
Наплавку производят при восстановлении изношенных и при изготовлении новых деталей машин и механизмов. Наиболее широко наплавка применяется при ремонтных работах. Восстановлению подлежат корпусные детали различных двигателей внутреннего сгорания, распределительные и коленчатые валы, клапаны, шкивы, маховики, ступицы колес и т. д.